# Паркленд (Вашингтон)
Паркленд (англ. Parkland) — переписна місцевість (CDP) в США, в окрузі Пірс штату Вашингтон. Населення — 38 623 особи (2020).

## Географія
Паркленд розташований за координатами 47°8′29″ пн. ш. 122°26′16″ зх. д. / 47.14139° пн. ш. 122.43778° зх. д. (47.141527, -122.437807).  За даними Бюро перепису населення США в 2010 році переписна місцевість мала площу 22,49 км², з яких 22,37 км² — суходіл та 0,13 км² — водойми.

## Демографія
Згідно з переписом 2010 року, у переписній місцевості мешкали 35 803 особи в 13 101 домогосподарстві у складі 8299 родин. Густота населення становила 1592 особи/км².  Було 14141 помешкання (629/км²).
Расовий склад населення:
| - 60,2 % — білих - 11,6 % — чорних або афроамериканців - 8,3 % — азіатів - 3,6 % — вихідців з тихоокеанських островів - 1,4 % — корінних американців - 6,1 % — осіб інших рас |

До двох чи більше рас належало 8,8 %. Частка іспаномовних становила 12,9 % від усіх жителів.
За віковим діапазоном населення розподілялося таким чином: 24,3 % — особи молодші 18 років, 66,4 % — особи у віці 18—64 років, 9,3 % — особи у віці 65 років та старші. Медіана віку мешканця становила 30,2 року. На 100 осіб жіночої статі у переписній місцевості припадало 94,4 чоловіків;  на 100 жінок у віці від 18 років та старших — 91,4 чоловіків також старших 18 років.
Середній дохід на одне домашнє господарство  становив 53 744 долари США (медіана — 46 503), а середній дохід на одну сім'ю — 62 816 доларів (медіана — 54 435). Медіана доходів становила 40 866 доларів для чоловіків та 32 515 доларів для жінок. За межею бідності перебувало 17,8 % осіб, у тому числі 26,9 % дітей у віці до 18 років та 8,3 % осіб у віці 65 років та старших.
Цивільне працевлаштоване населення становило 15 945 осіб. Основні галузі зайнятості: освіта, охорона здоров'я та соціальна допомога — 23,4 %, мистецтво, розваги та відпочинок — 12,8 %, роздрібна торгівля — 12,7 %.